# Lee Williams
Lee Williams (Bangor, 3 aprile 1974) è un attore britannico.
Lee ha iniziato la sua carriera come modello, lavorando per Vivienne Westwood e Calvin Klein, solo nel 1997 ha iniziato la carriera di attore. Uno tra i suoi ruoli più conosciuti è quello di David, nel film del 2000 Canone inverso - Making Love di Ricky Tognazzi.

## Biografia
Ha studiato moda al Central St Martin's College of Art and Design di Londra, ma ha interrotto gli studi a diciannove anni ed è andato a lavorare in un negozio di scarpe.

È stato notato da un fotografo, quando lavorava in un negozio di Vivienne Westwood, che lo ha incoraggiato ad intraprendere la carriera di modello. Ha lavorato per Calvin Klein, Versace, Dolce e Gabbana. Durante la carriera di modello ha vissuto in Giappone, New York e Parigi.
Nel 1998 è stato incoraggiato dagli amici a fare un provino per una parte nel film The Wolves of Kromer, una pellicola a basso costo, ed è stato scelto per il ruolo di Seth, uno dei due protagonisti. Il film è una sorta di favola horror sulla diversità, intesa come metafora gay, narrata dalla voce di Boy George.

L'anno successivo ha interpretato David Blau nel film Canone inverso - Making Love diretto da Ricky Tognazzi assieme all'attore scozzese Hans Matheson.

Nel 2000 ha ottenuto una piccola parte nel film Billy Elliot.

Tra le apparizioni televisive, nel 2007 è stato nel cast di New Street Law per dodici episodi.

Nel 2008 è entrato a far parte del cast della serie televisiva Hotel Babylon, nel ruolo di Jack Harrison: Sky Italia ha trasmesso le prime due stagioni. Il suo personaggio appare dal quarto episodio della terza stagione fino all'ottavo ed ultimo episodio; vive a Londra.

## Curiosità
- Aveva sostenuto il provino per il ruolo di Tom Riddle nel film Harry Potter e la camera dei segreti, ma ha perso allo stage finale e il ruolo è stato assegnato a Christian Coulson.

## Filmografia

### Cinema
- The Wolves of Kromer, regia di Will Gould (1998)
- Still Crazy, regia di Brian Gibson (1998)
- Un caimano nel soggiorno (Elephant Juice), regia di Sam Miller (1999)
- Canone inverso - Making Love, regia di Ricky Tognazzi (2000)
- Billy Elliot, regia di Stephen Daldry (2000)

### Televisione
- Urban Gothic – serie TV, episodio 1x09 (2000)
- La vera storia di John Lennon (In His Life: The John Lennon Story), regia di David Carson – film TV (2000)
- No Night Is Too Long, regia di Tom Shankland – film TV (2002)
- Kate & Emma - Indagini per due (Murder in Suburbia) – serie TV, episodio 1x04 (2004)
- Ideal – serie TV, 4 episodi (2007)
- Casualty – serie TV, episodi 23x17-26x14 (2008-2011)
- I Tudors (The Tudors) – serie TV, episodio 4x06 (2010)
- Grantchester – serie TV, episodio 1x04 (2014)